# Nils Eklöf
Nils Eklöf, född 25 juli 1904, död 22 december 1987, var en svensk friidrottare (medeldistanslöpning) och boxare. Han tävlade inhemskt för först Fredrikshof IF och sedan Finspångs IK i friidrott och vann SM-guld på 5000 m år 1925 och 1927. I boxning tävlade han för IF Linnéa.